# Hornestreek

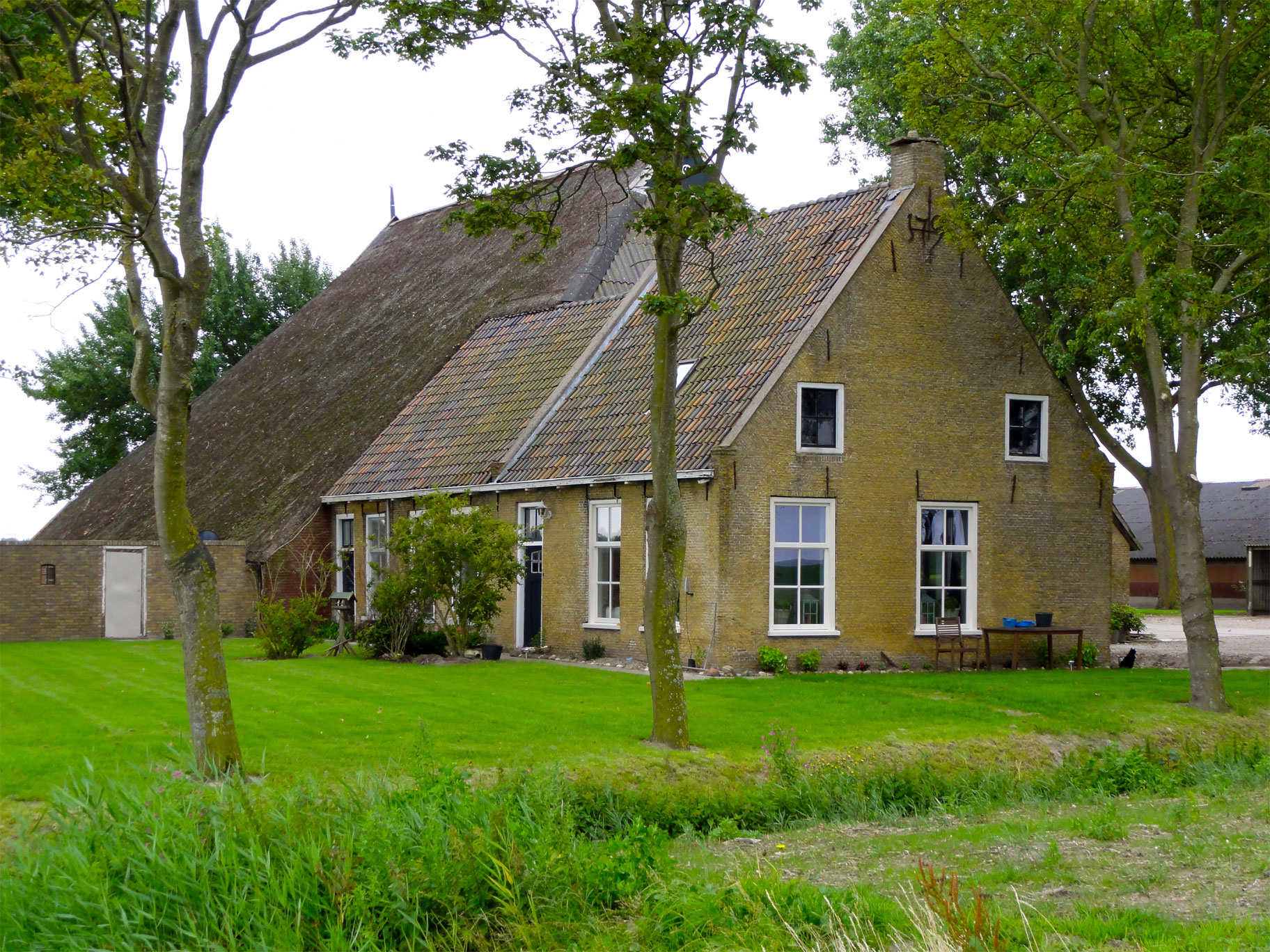
Boerderij in de voormalige buurtschap Oosterbierumerhorn

Hornestreek (Fries: De Hoarnestreek) is een streek in de Nederlandse provincie Friesland. De streek loopt van even boven Harlingen naar Dijkshoek. Van oorsprong is het verzamelnaam van verschillende buurtschappen die tussen de dorpen, Pietersbierum, Sexbierum, Oosterbierum, Tzummarum en Firdgum, en de Waddenzee lagen. 
De meeste buurtschappen bestaan inmiddels niet meer. Alleen de buurtschappen Roptazijl, Dijkshoek en Koehool zijn nog overgebleven. Andere buurtschappen waren Sexbierumerhorn, Oosterbierumerhorn, en Tzummarumerhorn. Deze liggen allen aan de weg Hoarnestreek. Deze weg loopt helemaal door tot even boven Minnertsga.
Het gebied stond in de 19e eeuw bekend vanwege de teelt van grove groenten en aardappelen, die vooral door gardeniers (kleine grondgebruikers) gebeurde. Schotanus schrijft al in 1664 dat men in Barradeel "aen de zee-dijck goede peen / diemen dijckwortelen noemt" verbouwt. De term dykwoartel werd gebruikt voor de wortel als groente, ter onderscheiding van de bierwoartel (pastinaak), die oorspronkelijk vooral langs weg- en slootbermen werd geteeld en verzameld.